# Szubienica w Złotym Stoku
Szubienica w Złotym Stoku – nieistniejąca już szubienica, znajdująca się niegdyś po lewej stronie drogi (obecna ul. 3 Maja) prowadzącej z Ząbkowic Śląskich w stronę centrum Złotego Stoku.

## Opis
Szubienica składała się z dwóch części: murowanej, cylindrycznej studni o wysokości 2,5 metra i średnicy ok. czterech metrów oraz z trzech słupów połączonych u góry o wysokości dwóch i pół metra. Całość konstrukcji miała wysokość pięciu metrów.

## Historia
Została wzniesiona w XVI wieku, a pierwsze informacje o niej pochodzą z 1558 roku, kiedy to książę Ernest Bawarski nadał przywilej wzniesienia kamiennej szubienicy, prawdopodobnie w miejscu wcześniejszej, drewnianej konstrukcji. W 1575 roku stracono tutaj mężczyznę nazywanego Pachmann, który dopuścił się 28 morderstw. Druga wzmianka pochodzi z 1714 r. Dotyczy ona dzierżawy miejscowych stawów, z których jeden nosi nazwę szubienicznego. 17 grudnia 1714 r. Praska Izba Apelacyjna skazała na karę stosu dla Rosiny Neugebauerin. Kare wykonano prawdopodobnie kilka tygodni później obok szubienicy. Na tym samym miejscu straceń żywot od katowskiego miecza skończył w 1719 roku Gottfried Joseph Großpitsch. Z kolei jego wspólniczka została osadzona w kajdany na pół roku pracy. Niedaleko szubienicy znajdował się tzw. Galgenkreuz, który pozwalał pomodlić się skazańcom idącym na śmierć. Kopia krzyża szubienicznego stoi w tym samym miejscu do dziś. W 1740 roku szubienica przeszła remont. W tym samym roku powieszono na niej złodzieja Christopha Griegera. W 1831 roku, m.in. z powodu zmiany sposobu i narzędzi wykonywania kar, szubienicę rozebrano.
W 2010 roku, członkowie Stowarzyszenia Ochrony i Badań Zabytków Prawa odkryli pozostałości szubienicy. Ówczesne władze miasta zapowiadały odtworzenie szubienicy i udostępnienie jej jako atrakcji turystycznej. Ostatecznie w 2016 roku zrezygnowano z planów z powodu braku funduszy.